# سفر برلك (رواية، 2019)
سفر بَرْلِكْ: حكاية الفتى الخلاسي ذيب رواية للروائي السعودي مقبول العلوي. صدرت الرواية لأوّل مرة في العام 2019 عن دار الساقي في لندن. ودخلت في القائمة الطويلة للجائزة العالمية للرواية العربية لعام 2020، المعروفة باسم «جائزة بوكر العربية».